# Pierre of the North (film 1913)
Pierre of the North è un cortometraggio muto del 1913 diretto da Henry MacRae.

## Produzione
Il film fu prodotto dalla Selig Polyscope Company.

## Distribuzione
Distribuito dalla General Film Company, il film - un cortometraggio di una bobina - uscì nelle sale cinematografiche statunitensi il 10 febbraio 1913.